# 한안성
한안성(韓安星, 1945년 12월 26일 ~ )는 대한민국 KBS의 경영본부 본부장이었다. 2008년 9월 정년 퇴임했다. 

## 학력
- 광주제일고등학교
- 한양대학교 경영학과 (1967학번)

## 경력
- KBS제주방송총국 총국장
- KBS 경영본부 본부장 (2000년 ~ 2005년)
- KBS 사우회 부회장